# Bjørnehøj (Annisse)
Der Bjørnehøj von Annisse in der Region Hovedstaden auf der dänischen Insel Seeland war ein östlich des Sees Arresø gelegener, aus Sand errichteter Rundhügel von etwa 22,0 m Durchmesser, der ein Ganggrab bedeckte. Es stammte aus der Jungsteinzeit etwa 3000 v. Chr. und war eine Megalithanlage der Trichterbecherkultur (TBK). Das Ganggrab ist eine Bauform jungsteinzeitlicher Megalithanlagen, die aus einer Kammer und einem baulich abgesetzten, lateralen Gang besteht. Diese Form ist primär in Dänemark, Deutschland und Skandinavien, sowie vereinzelt in Frankreich und den Niederlanden zu finden. Der Name Bjørnehøj (deutsch „Bärenhügel“) ist im Kontext mit Vorzeitdenkmälern in Dänemark häufiger (z. B. in der Mariagerfjord Kommune).
Die etwa 7,4 m lange, 1,9 m breite und 1,3 m hohe Kammer war Südwest–Nordost orientiert. Sie bestand aus 21 Tragsteinen (zwei auf der Nord-, einer auf der Süd- und je neun auf der Ost und Westseite). Zwei Decksteine waren erhalten. Der auf einer Länge von etwa 2,25 m erhaltene Gang war ursprünglich etwa 5,3 m lang, 0,9 m hoch und 0,6 bis 0,7 m breit. Er bestand aus neun erhaltenen Tragsteinen mit Zwischenmauerwerk. Der Gangboden war gepflastert. Die Füllung der Kammer bestand aus Stein und Erde. In der Kammer wurden Skelettreste ohne Ordnung, Tonscherben, eine Knochennadel und Tierzähne gefunden.
Die Anlage wurde vor 1942 zerstört; heute befindet sich dort die Bjørnehøjskolen.
In der Nähe liegen zwei weitere stark gestörte Ganggräber (Annisse 1 und Annisse 2). Eines ist oval und Nord–Süd orientiert und liegt in einem Resthügel von etwa 9 m Durchmesser und 2,0 m Höhe. Es war über 5,0 m lang und etwa 2,0 m breit. Das andere ist Nordost–Südwest orientiert und rechteckig und lag in einem Rundhügel von etwa 16 m Durchmesser. Erhalten sind neun Tragsteine und ein Deckstein. Der Gangrest besteht aus zwei Steinen.